# Бисульфитное секвенирование
Бисульфи́тное секвени́рование — общее название группы методов, направленных на изучение паттерна метилирования ДНК посредством обработки её бисульфитом.
Метилирование — первое открытое эпигенетическое маркирование. Оно влияет на уровень экспрессии генов, подавляя транскрипционную активность. Кроме того, во многих случаях метилирование наследуемо, что придает дополнительный интерес его исследованию.
Бисульфит действует на одноцепочечную ДНК, превращая цитозин в урацил. Если же этот цитозин метилирован, то есть к его пятому атому углерода присоединена метильная группа, то такой цитозин не подвергается превращению. Таким образом, бисульфит изменяет последовательность ДНК в зависимости от её паттерна метилирования, и после его воздействия можно установить, какие CpG-динуклеотиды были метилированы, сравнив изменённую последовательность с исходной.

## Методы

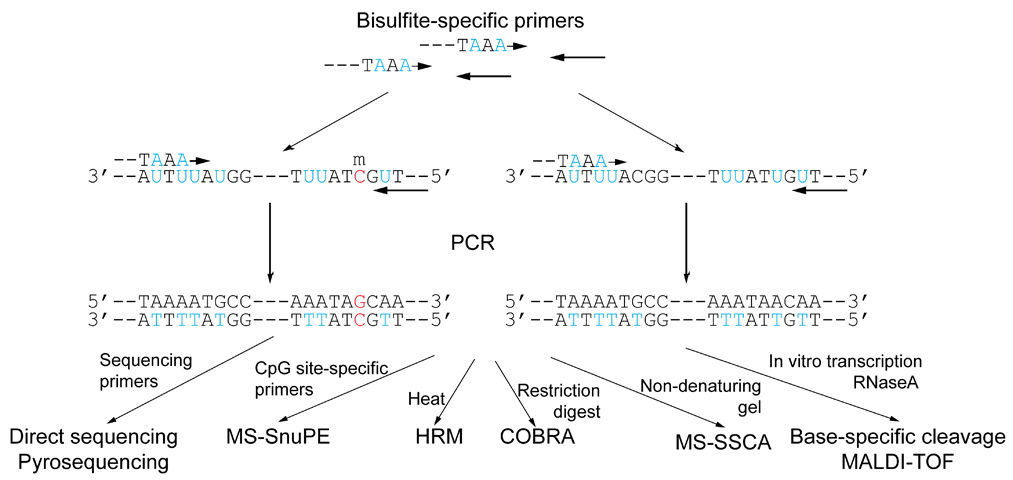
Методы анализа метилирования ДНК. После бисульфитной конверсии геномная ДНК амплифицируется при помощи ПЦР, которая не различает метилированные и неметилированные последовательности. Для разделения ампликонов после бисульфитной конверсии в таком случае применяют различные методы.

Описанные ниже методы используют секвенирование обработанных бисульфитом участков ДНК для определения паттерна метилирования. Существуют также методы, не основанные на секвенировании, например, комбинированный бисульфитный рестриктационный анализ (COBRA) и иммунопреципитация метилированной ДНК (MeDIP). Задачи изучения паттернов метилирования могут состоять как в исследовании метилирования конкретного цитозина, так и в определении доли метилированных цитозинов на каком-то участке ДНК, или даже по всему геному в целом. Из приводимых далее методов некоторые больше приспособлены для изучения конкретных сайтов метилирования, другие же — для изучения метилирования на более высоких уровнях. В идеале необходимо определять метилирование каждого аллеля. Описанию методов бисульфитного секвенирования посвящены несколько обзоров.

### Прямое секвенирование
Первый метод бисульфитного секвенирования описан в 1992 году. Для определения паттерна метилирования использовали ПЦР, праймеры для которой были специфичными как к изменённой, так и к неизменённой бисульфитом ДНК, то есть они не содержали цитозинов, входящих в CpG-динуклеотиды. Для праймеров использовали участки, близкие к интересующему сайту метилирования, но не содержащие его. В случае, когда цитозин не был метилирован, в амплифицированной последовательности обнаруживался тимин (урацил), а в синтезированной комплементарной последовательности — аденин. Если цитозин был метилирован, то в амплифицированной последовательности он и остался, а в комплементарной синтезировался гуанин. Такой метод очень трудозатратен, поскольку требует клонирования продуктов ПЦР для достижения необходимой чувствительности. Эту же проблему можно решить при помощи вложенной ПЦР.

### Пиросеквенирование
В пиросеквенировании используют ПЦР с праймерами, амплифицирующими как изменённую, так и не изменённую бисульфитом ДНК. Соотношение числа метилированных и неметилированных цитозинов в амплифицируемой последовательности определяется по соотношению количества нуклеотидов А и Г в синтезируемой комплементарной последовательности.
Дальнейшее усовершенствование этого метода заключается в использовании аллель-специфических праймеров с однонуклеотидными полиморфизмами, позволяющих исследовать паттерны метилирования по отдельности в отцовских и материнских аллелях, что особенно полезно при изучении геномного импринтинга.

### Чувствительный к метилировании анализ одноцепочечных конформаций
Этот метод основан на методе анализа одноцепочечных конформационных полиморфизмов (англ. single-strand conformation polymorphism analysis, SSCA). SSCA был разработан для выявления однонуклеотидных полиморфизмов (SNP). Фрагменты ДНК одинаковой длины, но разной нуклеотидной последовательности, с разной скоростью перемещаются в электрофорезе. Вообще говоря, SSCA недостаточно чувствителен для выявления единичной замены, но при достаточном количестве полиморфизмов неметилированных CpG-динуклеотидов в обработанной и необработанной бисульфитом ДНК будет достаточно много, чтобы чувствительности метода оказалось достаточно для определения доли метилированных цитозинов на рассматриваемом участке. Данный метод не позволяет исследовать метилированию в конкретном сайте, однако дает представление о метилировании на уровне некоторого участка или даже всего генома.

### Методы высокочувствительного плавления
Метод высокочувствительного плавления (HRM) основан на ПЦР в реальном времени. Температуру повышают с 55 до 95 °C, в результате чего комплементарные связи между цепочками разрушаются. Скорость плавления регистрируют при помощи специальных флуоресцентных красителей, и, зная зависимость флуоресценции от нуклеотидной последовательности цепочек, можно различитьоднонуклеотидные полиморфизмы. Метод не дает информации о том, какие именно CpG-динуклеотиды были метилированы и потому не изменились в процессе бисульфитной обработки, однако дает достаточно точную информацию об их количестве на интересующем участке.

### Чувствительный к метилированию метод однонуклеотидного удлинения праймера
Метод однонуклеотидного расширения праймера исходно был разработан для анализа однонуклеотидных полиморфизмов. Применительно к анализу метилирования его используют следующим образом. На обработанной бисульфитом одноцепочечной ДНК отжигают праймеры до пары оснований, непосредственно предшествующей интересующему сайту метилирования. Затем праймер удлиняетсяпри помощи ДНК-полимеразы с использованием терминирующих её дидезоксинуклеотидов. Соотношение числа метилированных и неметилированных цитозинов в исходной последовательности определяется по соотношению количеств расширений праймеров нуклеотидами Г и А соответственно. Определить соотношение числа метилированных и неметилированных цитозинов в исходной последовательности можно разными способами. Используют радиоактивные или флуоресцентные метки, а также пиросеквенирование.
Кроме того, это можно делать при помощи матрично-активированной лазерной десорбции/ионизации с последующим применением время-пролётного масс-анализатора (MALDI-TOF) или ион-парной обращённо-фазной высокоэффективной жидкостной хроматографии (IP-RP-HPLC).

### Расщепление, специфичное к основанию
Метод основан на использовании специфического расщепления РНК. При добавлении к праймеру в ПЦР промотора РНК-полимеразы in vitro синтезируется РНК-транскрипт интересующего участка, после чего расщепляется рибонуклеазой А. Рибонуклеаза А расщепляет одноцепочечную РНК на местах расположения нуклеотидов Ц и У. Используя устойчивые к расщеплению нуклеозидтрифосфаты dUTP и dCTP, можно добиться специфического расщепления в местах расположения Ц или У. Фрагменты РНК затем анализируют при помощи MALDI-TOF. Данный метод даёт информацию о метилировании каждого из имеющихся CpG-динуклеотидов, а не только о доле метилированных нуклеотидов.

### Метилированно-специфичная ПЦР (MSP)
Этот метод использует праймеры, специфичные или только к преобразованной бисульфитом ДНК, или только к непреобразованной. Соответственно, к первым праймерам прикрепляются только участки, которые были метилированы, а ко вторым — те, которые не были, что лишает необходимости секвенировать участки после амплификации.
Амплифицированную в MSP ДНК можно далее анализировать разными другими методами. Метод MethyLight использует MSP в реальном времени, основанную на флуоресценции]. Mc-MSP использует анализ кривых плавления. Высокочувствительный метод плавления использует и то, и другое, и потому обладает достаточной чувствительностью для определения метилирования низкого уровня.

### Методы, основанные на микрочипах
Использование ДНК-микрочипов дает возможность расширить описанные выше методы для анализа метилированности на уровне всего генома. Олигонуклеотиды ДНК-микрочипа делают специфичными к метилированию и соответствующими интересующим CpG-сайтам. Одни комплементарны изменённой бисульфитом последовательности (то есть той, в которой CpG-сайт не был метилирован), другие — неизмененной. Примером такого метода служит анализ метилирования Illumina.

## Ограничения методов
Методы бисульфитного секвенирования имеют ряд ограничений. У млекопитающих широко распространена модификация ДНК 5-гидроксиметилцитозин. При обработке бисульфитом 5-гидроксиметилцитозин превращается в цитозин-5-метилсульфонат, который при секвенировании опознаётся как Ц. Таким образом, бисульфитное секвенирование не может различить 5-гидроксиметилцитозин и метилцитозин, а потому не может рассматриваться как метод, чувствительный только к метилированию ДНК. В 2012 году был разработан метод бисульфитного секвенирования, позволяющий различить эти две модификации.
Поскольку неполное превращение азотистых оснований в ДНК под действием бисульфита, которое возможно только в одноцепочечной ДНК, даёт неправильные результаты, необходима точная подборка условий эксперимента (температура, концентрация солей), чтобы поддерживать ДНК в денатурированном состоянии. Поддержанию одноцепочечной конформации ДНК может способствовать её закрепление в агарозном геле.
Ещё одна проблема состоит в деградации ДНК при обработке бисульфитом. Поскольку бисульфит действует только на одноцепочечную ДНК, необходимо проводить реакцию в таких условиях, в которых ДНК оставалась бы одноцепочечной, причем проводить её достаточное для успешной конвертации время. Однако, такие условия, а именно высокая температура и длительный период инкубации, могут привести к деградации до 90 % всей ДНК.